# Tauriers
Tauriers é uma comuna francesa na região administrativa de Auvérnia-Ródano-Alpes, no departamento de Ardèche. Estende-se por uma área de 4,51 km². Em 2010 a comuna tinha 201 habitantes (densidade: 44,6 hab./km²).